# Sematophyllum trachaelocarpum
Sematophyllum trachaelocarpum là một loài Rêu trong họ Sematophyllaceae. Loài này được (Kindb.) Broth. miêu tả khoa học đầu tiên năm 1925.